# Severomujský hřbet
Severomujský hřbet (rusky Северо-Муйский хребет – Severo-Mujskij chrebet) je hřeben v ruském Burjatsku. Má délku asi 350  km a je součástí Stanové vysočiny.

## Geografie
Jeho nejvyšším vrcholem je bezejmenná kóta 2 537 m v místě 55°47′28″ s. š., 111°41′3″ v. d.

## Geologie
Pohoří je tvořeno žulami a krystalickými břidlicemi. Vrcholové partie mají tvary formované ledovci a po jejich obvodu jsou v nižších výškách oblé holiny.

## Flora
Úbočí jsou pokryta listnatými lesy, výše (mezi 1 300 a 1 500 m) je pásmo řídkého lesa a porosty zakrslé borovice a nad nimi je alpinská tundra.

## Zajímavosti
Pohoří protíná Bajkalsko-amurská magistrála 15km Severomujským tunelem.